# Stadsliknande samhällen i Homels voblast
Stadsliknande samhällen i Homels voblast i Belarus har kriterier för ortskategorierna bestämda i enlighet med belarusisk lag (den 5 maj 1998 № 154-Z) ”Om administrativa och territoriella uppdelningen och om ordningen för att lösa frågor om den administrativa och territoriella anordningen i Republiken Belarus”.
Stadsliknande samhällen är indelade i följande underkategorier:
- köpingar ("гарадскія пасёлкі" eller haradskija pasiolki (belarusiska); även tidigare "мястэчкі" eller miastetjki (belarusiska)) – orter med folkmängd mera än 2 000 invånare som har industriella och kommunala företag, sociala och kulturella institutioner, handelsföretag, matserveringar, hushållstjänster;
- kurorter ("курортныя пасёлкі" eller kurortnyja pasiolki (belarusiska)) – orter med folkmängd på minst 2 000 invånare som har hälsohem, semesterhem, pensionat, övriga rekreationsinstitutioner, handelsföretag, matserveringar och hushållstjänster, kultur- och utbildningsinstitutioner;
- municipalsamhällen ("рабочыя пасёлкі" eller rabotjyja pasiolki (belarusiska)) – orter med folkmängd på minst 500 invånare som är placerade vid industriella anläggningar, kraftverk, byggnadsarbeten, järnvägsstationer och övriga mål.

## Karta över stadsliknande samhällen i Homel voblast
Stadsliknande samhällen med folkmängd:
|  |  | – 10 000 och mera       |
|  |  | – från 5 000 till 9 999 |
|  |  | – från 2 000 till 4 999 |
|  |  | – 1 999 och mindre      |

Den gröna färgen indicerar stadsliknande samhällen med ökande folkmängd, och den röda med minskande folkmängd.

## Antal stadsliknande samhällen och folkmängd
Den 14 oktober 2009 (folkräkning) fanns det i Homels voblast sjutton stadsliknande samhällen, däribland 13 köpingar och fyra municipalsamhällen:
| Folkmängd             | Antal | Antal i procent | Personer | Personer i procent |
| --------------------- | ----- | --------------- | -------- | ------------------ |
| 10 000 och mera       | 1     | 5,88 %          | 10 606   | 15,53 %            |
| från 5 000 till 9 999 | 4     | 23,53 %         | 31 321   | 45,85 %            |
| från 2 000 till 4 999 | 8     | 47,06 %         | 21 480   | 31,44 %            |
| från 1 000 till 1 999 | 3     | 17,65 %         | 4 424    | 6,48 %             |
| 499 och mindre        | 1     | 5,88 %          | 484      | 0,71 %             |
| Summa                 | 17    | 100,00 %        | 68 315   | 100,00 %           |

Den 1 januari 2016 fanns det sexton stadsliknande samhällen, däribland tretton köpingar och tre municipalsamhällen.

## Lista över stadsliknande samhällen i "
| Nr | Vapen | Namn (translittererat) | Namn (kyrilliskt) | Status                        | Distrikt (rajon)              | Folkmängd (folkräkning, 2009) | Folkmängd (beräkning, 2016) | Förändring |
| -- | ----- | ---------------------- | ----------------- | ----------------------------- | ----------------------------- | ----------------------------- | --------------------------- | ---------- |
| 1  |       | Leltjytsy              | Лельчыцы          | köping                        | Leltjanski rajon              | 10 606                        | 11 310                      | +6,64 %    |
| 2  |       | Kastsjukoŭka           | Касцюкоўка        | municipalsamhälle             | Järnvägsdistrikt (Homel stad) | 9 484                         | 9 904                       | +4,43 %    |
| 3  |       | Karma                  | Карма             | köping                        | Karmjanski rajon              | 7 448                         | 7 610                       | +2,18 %    |
| 4  |       | Akciabrski             | Акцябрскі         | köping                        | Aktsjabrski rajon             | 7 367                         | 6 753                       | −8,33 %    |
| 5  |       | Lojeŭ                  | Лоеў              | köping                        | Lojeŭ rajon                   | 7 022                         | 6 733                       | −4,12 %    |
| 6  |       | Brahіn                 | Брагін            | köping                        | Brahіn rajon                  | 3 954                         | 3 698                       | −6,47 %    |
| 7  |       | Tserachoŭka            | Церахоўка         | köping                        | Dobrusjsk rajon               | 1 821                         | 3 128                       | +71,77 %   |
| 8  |       | Kapatkevitjy           | Капаткевічы       | köping                        | Petrykaŭski rajon             | 3 415                         | 2 960                       | −13,32 %   |
| 9  |       | Balsjavik              | Бальшавік         | municipalsamhälle             | Homel rajon                   | 2 518                         | 2 502                       | −0,64 %    |
| 10 |       | Uvaravitjy             | Уваравічы         | köping                        | Buda-Kasjaljoŭski rajon       | 2 563                         | 2 307                       | −9,99 %    |
| 11 |       | Zaretjtja              | Зарэчча           | köping                        | Retjytski rajon               | 2 447                         | 2 242                       | −8,38 %    |
| 12 |       | Sasnovy Bor            | Сасновы Бор       | municipalsamhälle             | Svetlahorsk rajon             | 2 423                         | 2 086                       | −13,91 %   |
| 13 |       | Parytjy                | Парычы            | köping                        | Svetlahorsk rajon             | 2 109                         | 1 833                       | −13,09 %   |
| 14 |       | Kamaryn                | Камарын           | köping                        | Brahіn rajon                  | 2 051                         | 1 804                       | −12,04 %   |
| 15 |       | Stresjyn               | Стрэшын           | köping                        | Zjlobin rajon                 | 1 263                         | 1 226                       | −2,93 %    |
| 16 |       | Azarytjy               | Азарычы           | köping                        | Kalinkavitski rajon           | 1 340                         | 1 159                       | −13,51 %   |
| −  |       | Belitsk                | Беліцк            | municipalsamhälle (till 2011) | Rahatjoŭ rajon                | 484                           |                             |            |

## Bildgalleri

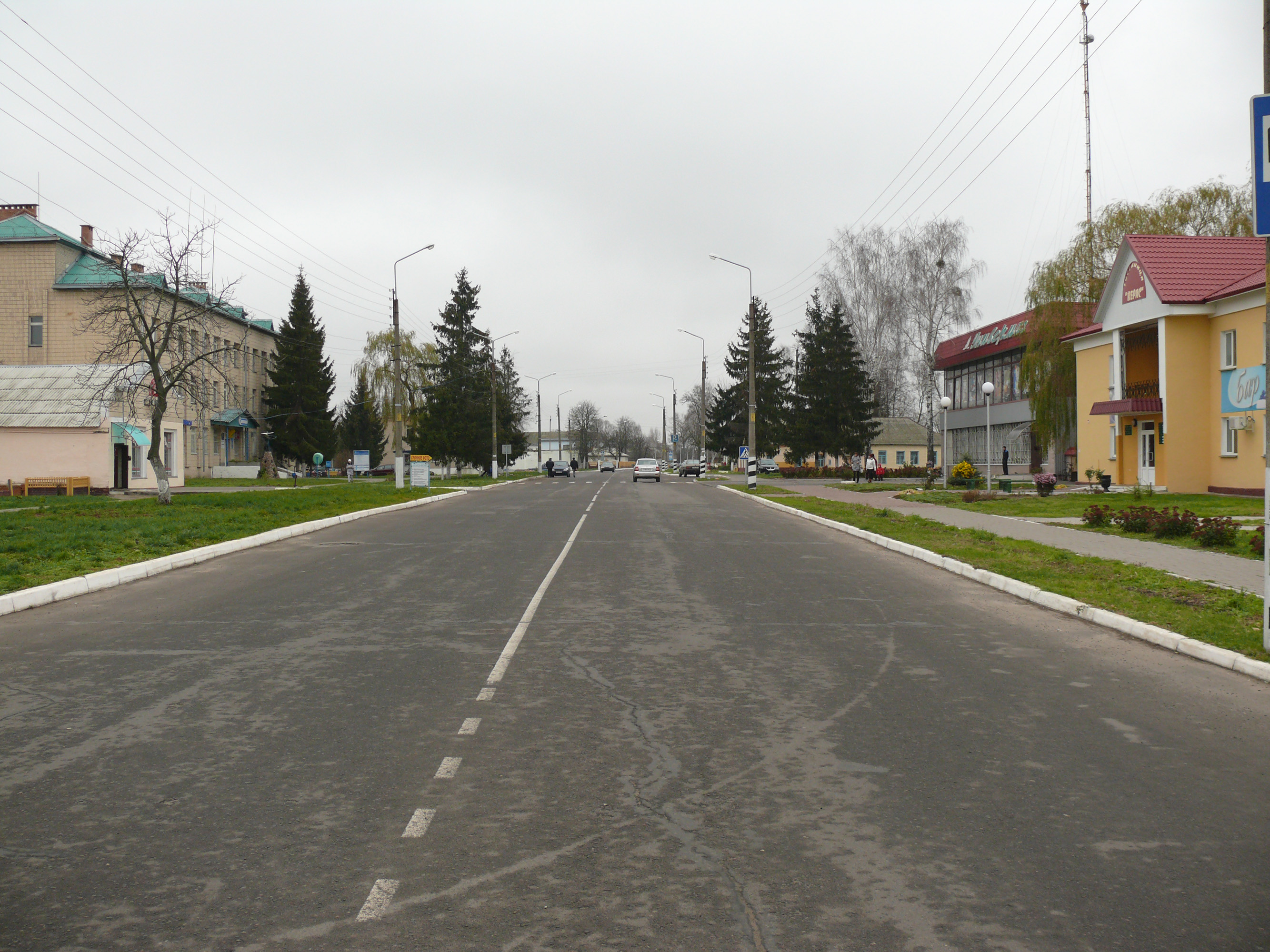
Brahіn
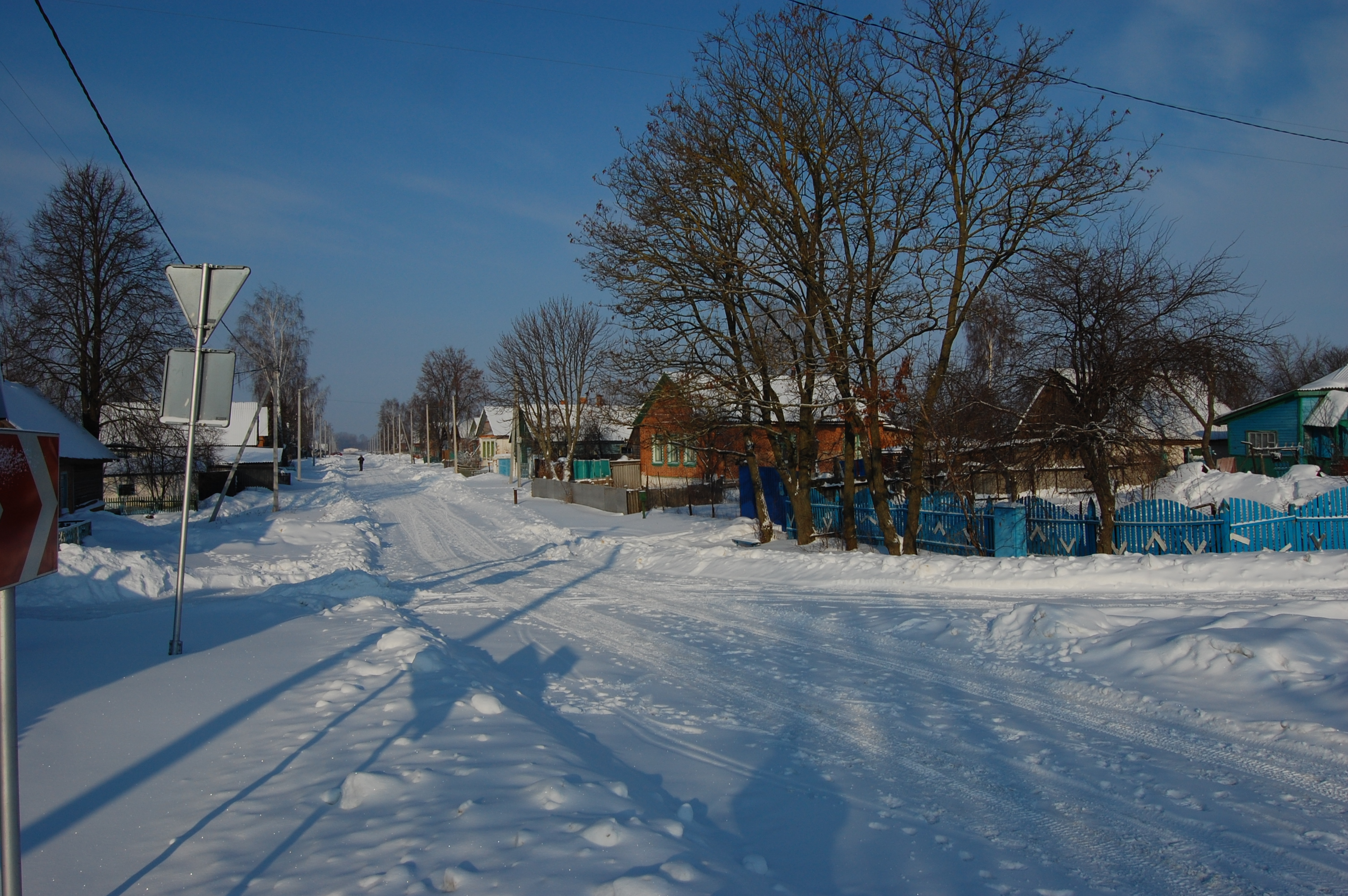
Cierachoŭka
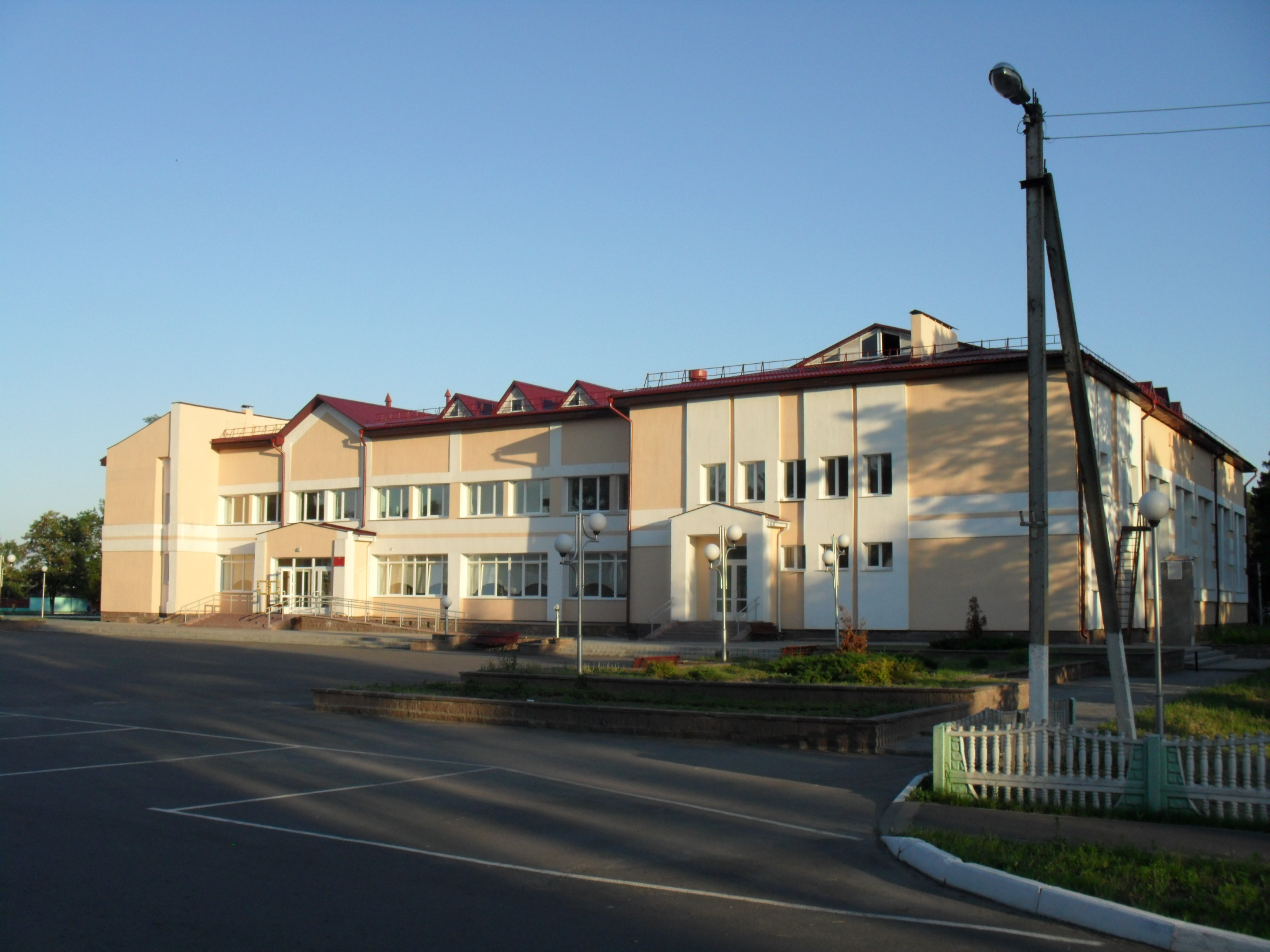
Kamaryn
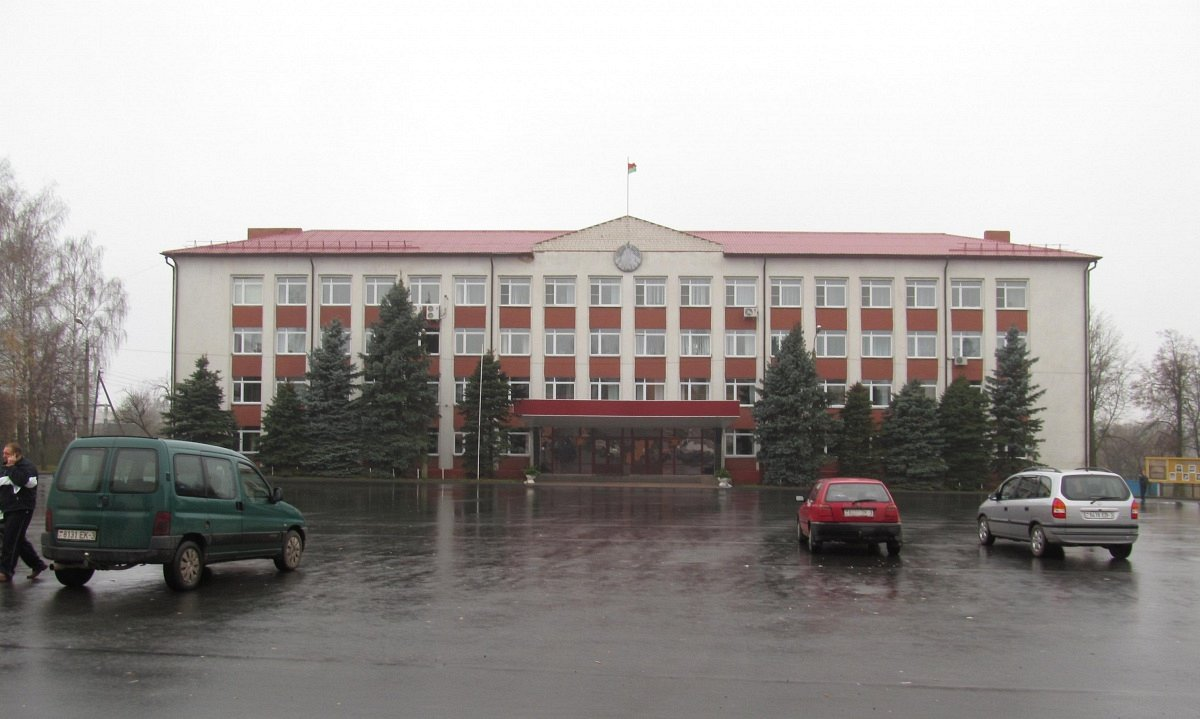
Karma
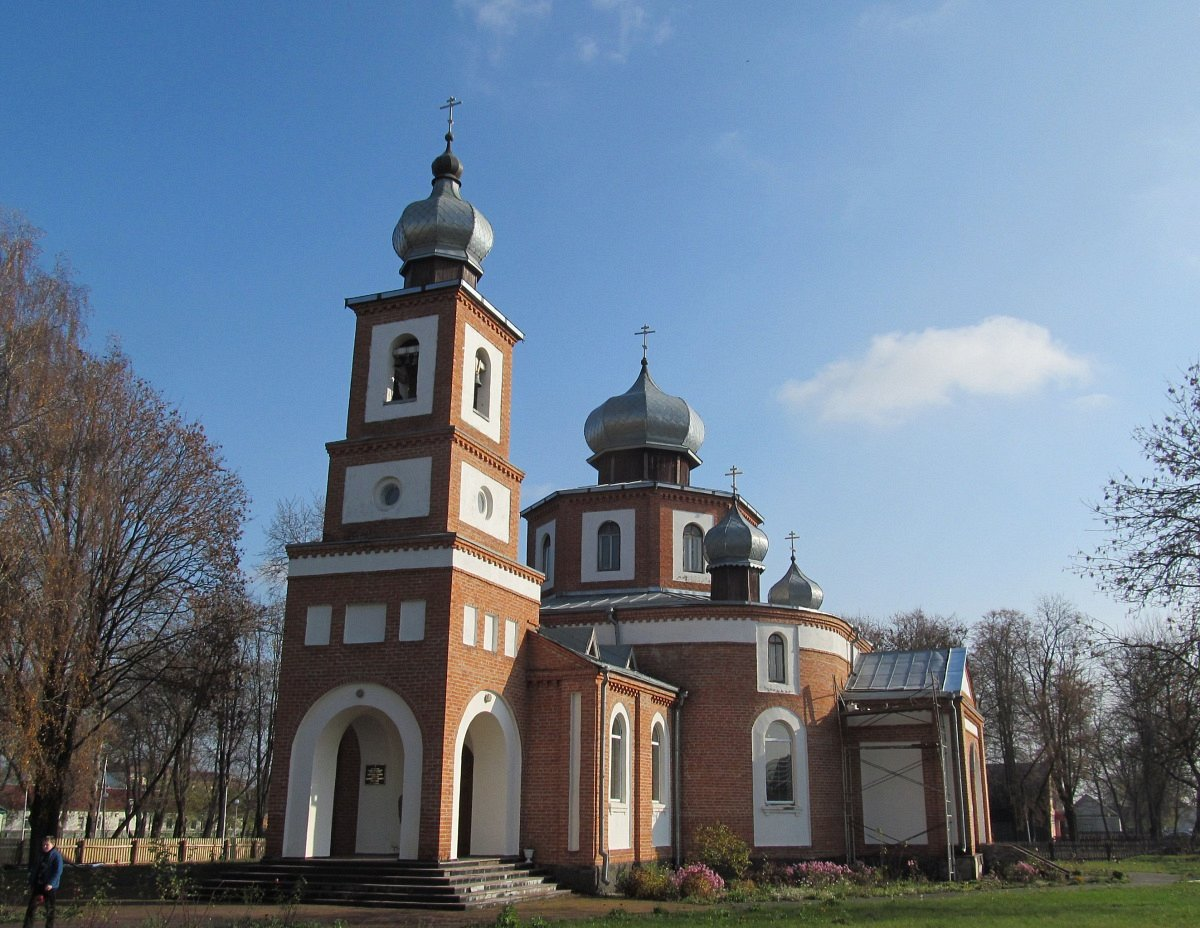
Lieĺčycy
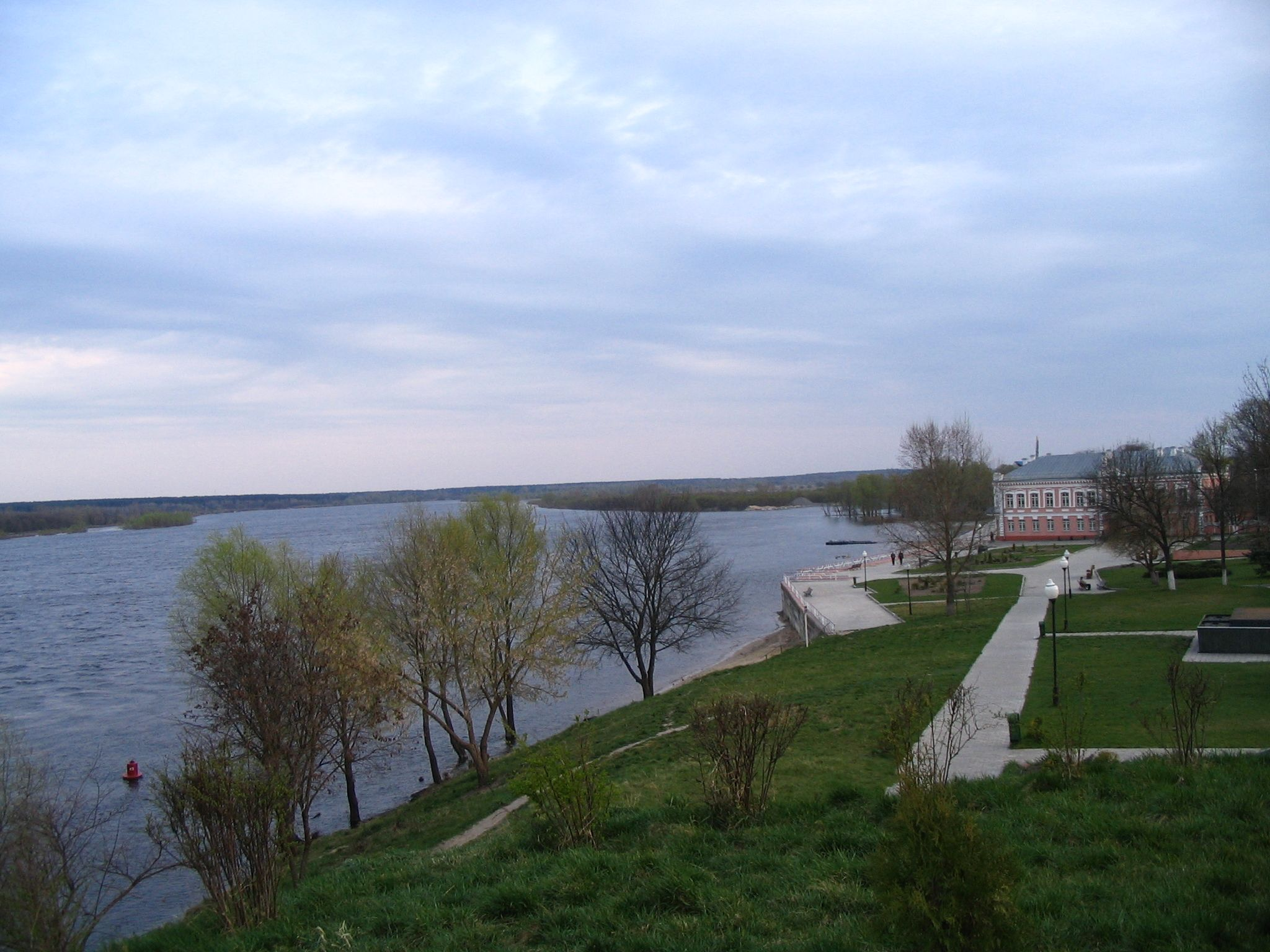
Lojeŭ
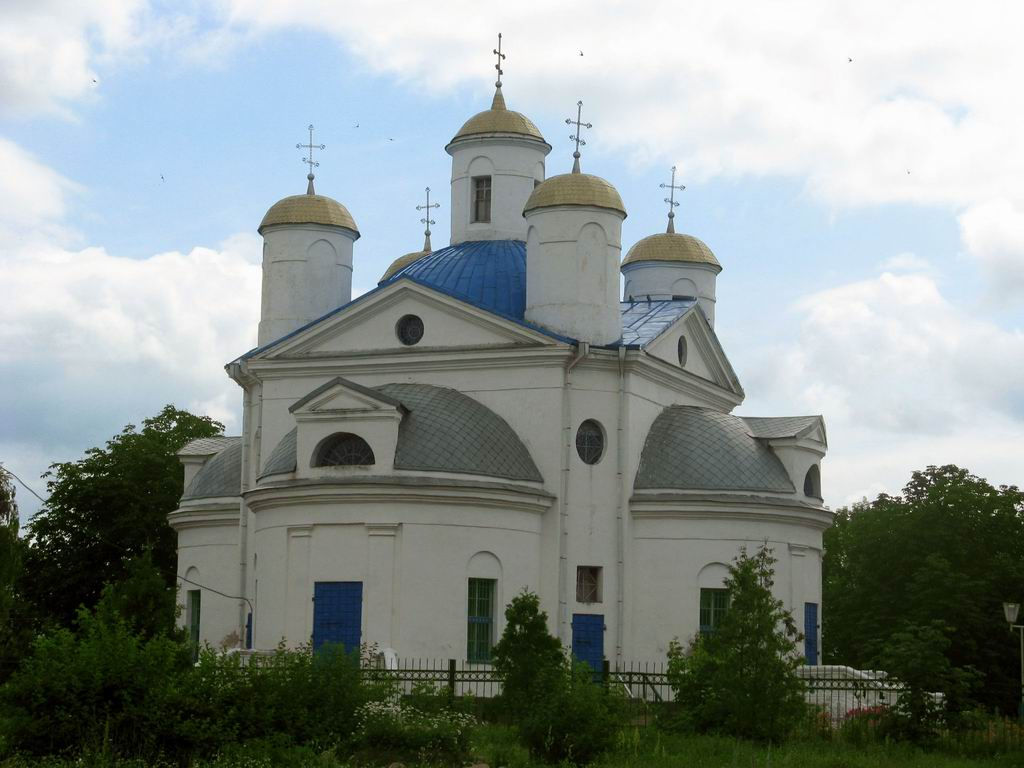
Strešyn
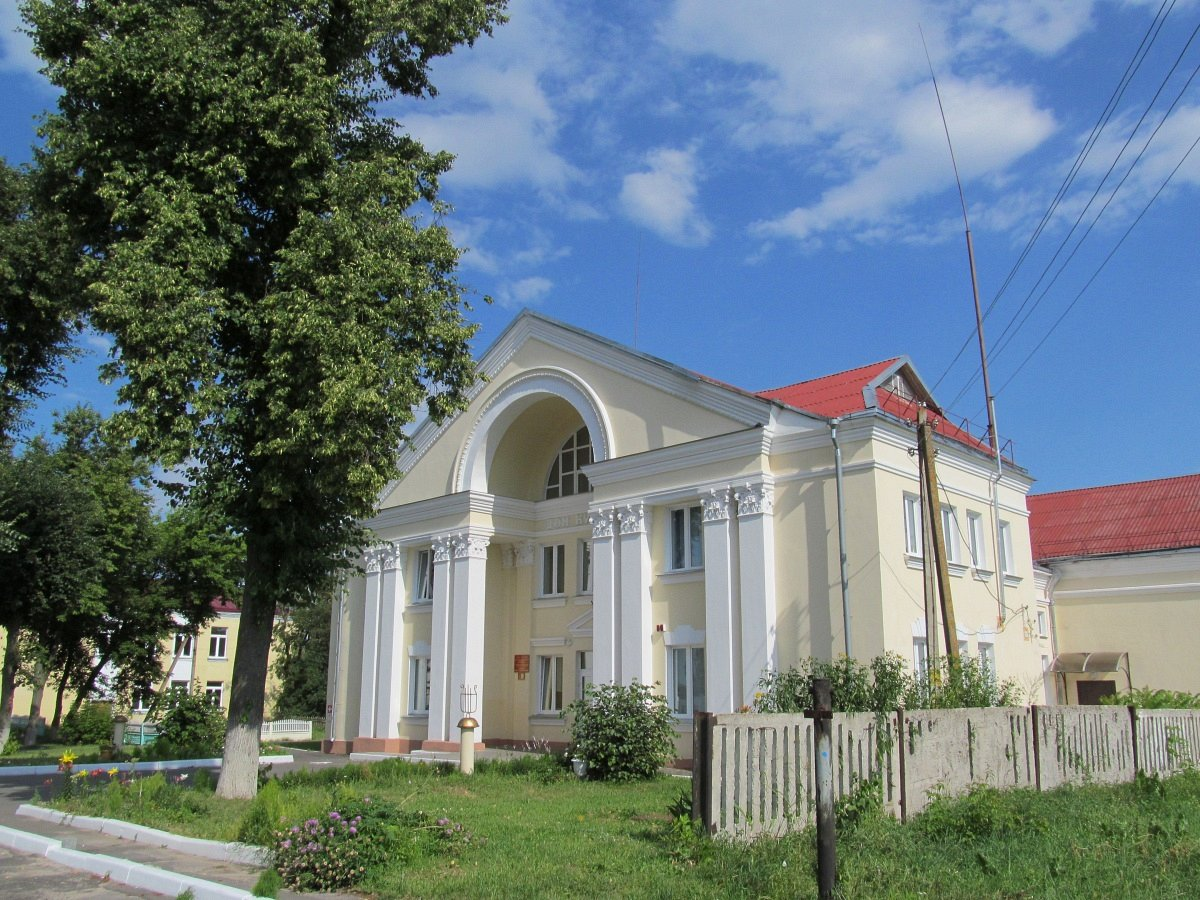
Uvaravičy